# 李俊玲
李俊玲，女，中國共產黨員，廣東客家人，中華人民共和國政治人物。

## 生平
李俊玲曾在金融系统任職，先后任中国人民银行广州分行党委组织部副部长、中共惠州市副市長、揭阳市委常委、组织部部长等職務。